# Kenton Harper
Pour les articles homonymes, voir Harper.
Kenton Harper (1801 - 25 décembre 1867) est un imprimeur américain, soldat, maire, banquier, éditeur de journal, et un législateur. Il sert en tant qu'officier de l'armée des États-Unis pendant la guerre américano-mexicaine et plus tard en tant général confédéré pendant la guerre de Sécession. Il a aussi joué un rôle dans le surnom de Stonewall Jackson.

## Avant la guerre
Harper naît en 1801 dans ville de Chambersburg dans le comté de Franklin, Pennsylvanie. Il est le fils de George Kenton Harper, éditeur du journal Franklin County Repository, et de sa femme Nancy McClintock. Pendant sa jeunesse, Harper travaille en tant qu'imprimeur à Chambersburg. En 1823, il déménage à Staunton, Virginie, et achète un journal local appelé le Republican Farmer. Il devient connu en tant que le Staunton Spectator, qui est publié jusqu'en 1849, et Harper commande à être législateur de l'État en 1836. Plus tard, il devient maire de Staunton.
Pendant la guerre américano-mexicaine, Harper est capitaine dans le 1st Virginia Infantry, commandant une compagnie de volontaires du comté d'Augusta qui sert sur la frontière septentrionale du Mexique. Néanmoins, il ne participe pas à des combats et retourne chez lui pour être démobilisé en août 1848. Harper est alors nommé inspecteur général adjoint de sa brigade, et devient plus tard gouverneur militaire de Parras dans l'État mexicain de Coahuila. De 1851 à 1852, il est agent des États-Unis des Chickasaws dans le fort Washita en territoire indien. Après la guerre, Harper sert en tant qu'assistant du secrétaire des États-Unis de l'intérieur à Washington, D.C. Il est aussi nommé président de la banque de la région de Staunton, et en 1860 Harper et nommé major général dans la milice de l'État de Virginie.
Lors du recensement des États-Unis de 1860, Harper est marié à Ellen Calhoun et ils ont trois enfants ensemble ; un fils nommé Samuel et deux filles appelées Nancy et Mary. La sœur d'Ellen, Catherine Calhoun, vit aussi avec la famille à cette époque. Le fils de Harper, Samuel C., est né en Virginie le 4 octobre 1831. Il servira aussi dans l'armée confédérée, en s'engageant le 6 août 1862, à Staunton et sera plus tard le sergent quartier-maître dans le 62nd Virginia Infantry (en). Samuel mourra le 5 novembre 1901, et est enterré dans le cimetière de l'église de pierre presbytérienne d'Augusta.

## Guerre de Sécession

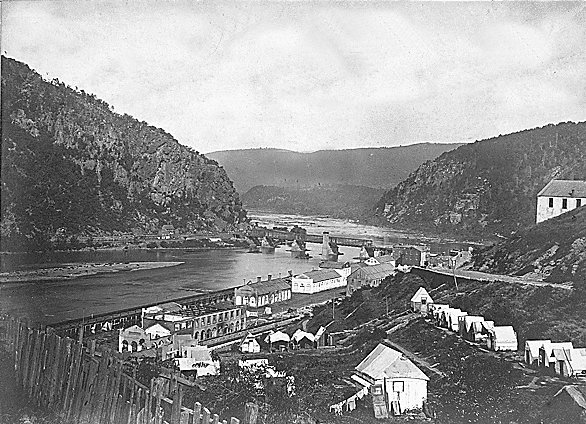
Harpers Ferry pendant la guerre de Sécession. Kenton Harper commande les forces d'occupation là et dans la ville elle-même en avril 1861.

Lorsque la guerre de Sécession commence en 1861, Harper choisit de suivre son État et la cause confédérée. Encore major général de la milice de Virginie, il reçoit le commandement du 5th Virginia Infantry Regiment le 10 avril 1861 . Huit jours plus tard, une force de 2 400 hommes commandée par Harper et le brigadier général William H. Harman (en) capture l'arsenal de l'armée des États-Unis situé à Harpers Ferry, de nos jours en Virginie-Occidentale. Malgré les incendies allumés par l'armée de l'Union alors qu'elle retraite, la milice de Harper parvient à sauver 4 000 des quelque 15 000 fusils stockés là, ainsi que 300 fraiseuses et tours à métal, plus environ 57 000 outils et morceaux de bois, tous ces éléments servant à la fabrication de fusils. Pendant le mois, ces équipements sont envoyés à Richmond, Virginie. Le 28 avril 1861, le colonel confédéré Thomas J. « Stonewall » Jackson arrive pour prendre le commandement des forces à Harpers Ferry et commence à organiser la milice en régiments,.
Le 1er mai 1861, Harper est nommé brigadier général dans l'armée provisoire de Virginie, qui sera rapidement ajoutée à l'armée des États confédérés. Sept jours plus tard, il est nommé colonel et reçoit le commandement du 5th Virginia Infantry, un des régiments qui complètent la brigade de Stonewall. Harper et le 5th Virginia se comportent bien lors des combats de la première bataille de Bull Run le 21 juillet 1861, « où ses compétences de soldat attire l'attention du commandant de l'armée ». Il démissionne de l'armée confédérée le 11 septembre 1861 à la suite du refus de Jackson de lui accorder une permission pour retourner chez lui pour être aux côtés de sa femme malade qui est en phase terminale.

Carte de la bataille de Waynesboro, Virginie, en 1865, dernier engagement de Harper.

Harper retourne chez lui dans la vallée de la Shenandoah et est élu une nouvelle fois à la législature de Virginie pour représenter cette région jusqu'en 1864. Le 2 juin 1864, Harper est renommé colonel dans l'armée confédérée et reçoit la permission de former un régiment à partir de compagnies de réservistes de la vallée de la Shenandoah. Il les commande lors de la campagne de la vallée de la Shenandoah de 1864, prenant part à la bataille de Piedmont les 5 et 6 juin 1864, et puis à la bataille de Waynesboro, Virginie, le 2 mars 1865. Le commandement de Harper est mis en déroute lors de ces deux défaites confédérées.

## Après la guerre
Après le conflit, Harper retourne chez lui à Staunton en 1865. Deux ans plus tard, il meurt de pneumonie le jour de Noël dans sa plantation, « Glen Allen », et est enterré dans le cimetière de Thornrose à Staunton. Pendant sa vie, on attribue à Harper d'avoir attirer l'attention du brigadier général Bernard E. Bee sur la performance de Stonewall Jackson pendant la première bataille de Bull Run, inspirant le célèbre surnom de Jackson.